# 小行星5508
小行星5508（5508 Gomyou）是一颗绕太阳运转的小行星，为主小行星带小行星。该小行星于1988年3月发现。

## 轨道参数
小行星5508的轨道半长轴为426 429 355 km（2.8504636 UA），离心率为0.222。